# Telipna exstincta
Telipna exstincta är en fjärilsart som beskrevs av Scultze och Aurivillius 1910/11. Telipna exstincta ingår i släktet Telipna och familjen juvelvingar. Inga underarter finns listade i Catalogue of Life.